# KRAFT
株式会社KRAFT（クラフト）は、レーシングカーやレーシングエンジンなどを製作する企業である。代表取締役は平岡寿道。社名はドイツ語の「kraft（つくる）」から。
1997年から2010年までは、レーシングチームとしても全日本GT選手権（JGTC）やSUPER GTに参戦していた。

## 概要
1996年よりJGTCのGT300クラスへMR2を駆って参戦(エントリーネームとしては imraya RACING TEAM)開始し、1997年以降はエントラントとしてもKRAFTとして以来一貫してトヨタ系車種を持ち込んでエントリーすることになる。1998年にはキャバリエを持ち込み、佐藤久実をレギュラードライバーに据え、第2戦の富士ラウンドには三原じゅん子がエントリーし、女性ドライバーコンビの実現かと思われたがローリングラップ中の事故の発生でレース中止となり、幻となった。
翌1999年の参戦が、KRAFTにとって大きな転機となる。既に日本市場での生産終了から10年以上が経過していたAE86を改造し、レースマシンに仕立て上げてエントリーしたのである。テストには関谷正徳など、当時のトップドライバーも参加して完成したこのマシンは、当時のビデオオプションにてマシン制作の模様やレースレポートが随時取り上げられたこと、またチーム代表の平岡のキャラクターや86人気なども相まって、戦績は伴わなかった物の、強烈なインパクトを残した。
2001年の途中まで86で参戦の後、シーズン途中からはニューマシン・MR-Sにチェンジし、翌2002年にはGT500クラスへも参戦を開始。2003年からは、GT500クラスのみの参戦となる。2005年は2台体制。2006年は再び1台体制となり、エントラント名をTOYOTA TEAM KRAFTに変更。タイヤはダンロップを使用。服部尚貴のドライブでこの年チームとしてGT500初勝利を挙げた。しかし2007年はテールエンダー常連となる大不振に陥り、2008年からはタイヤがブリヂストンに変更され、トヨタ自動車よりサポートを受けるいわゆるワークス体制となった。
2011年からはレーシング部門を完全独立し、別法人として株式会社クラフトレーシングを設立。チーム代表は橋本祥之へと変更となった。新体制下となった以降は、ワークス車両を使用するチームの中でも特に若手ドライバーの育成を担うトヨタ・ヤングドライバーズ・プログラム（TDP）を担うチームとなり、メインスポンサーにKeePerを迎え、エントラント名をLEXUS Team KeePer Kraftへと変更して参戦した。
2013年1月4日にGT500クラスへの参戦を断念することを明らかにし、新たにチーム名を『BondsRacing』（ロゴは『Bonds Racing』）に変更した上でGT300クラスに参戦することを発表した。車両は日産・GT-R GT3に変更し、ゼッケンNo.は7番を使用する。しかし同チームは第2戦を最後に活動を休止、残されたマシンはそれまでアウディ・R8を走らせていたaprが引き継ぐことになった。
レース活動を行わなくなった株式会社クラフトは、一般車業務を中心に存続。

## 全日本GT選手権・SUPER GTに参戦した車両

### #6

#### imuraya BP MR2
- 1996年

1996年に参戦した MR2。ドライバーは川崎哲也と脇田一輝。途中第3戦のみ脇田一輝に替わり福嶌稔大がドライブ、第6戦は土屋武士と大文字良浩がドライブ。

#### ワイズダンロップBP MR2
- 1997年

1997年に参戦した MR2。ドライバーは加藤寛規と藤田孝博。

### #60

#### ワイズダンロップBP キャバリエ
- 1997年

1997年の第4戦からオールスター戦に参戦したキャバリエ。ドライバーは佐藤久実と田中実。

#### TOYOTA CAVALIER
- 1998年

1998年に参戦したキャバリエ。ドライバーは佐藤久実と長島正興。第2戦から長島正興から三原じゅん子へ、第3戦からは三原じゅん子から渡辺明へ交代。

### #86

#### BP・KRAFT・トレノ
- 1999年

1999年に参戦を開始したトレノ。ドライバーは前年GT500に所属していた田中実と、ビデオオプションに当時登場していた雨宮栄城のコンビ。ボディ外見こそ86その物であり、サスペンション形状はレギュレーション上ベース車のままである必要があったのだが、それを逆手に取り、リアのリジットサスペンションはF3のサスユニットを使用したインボードタイプで、アーム類もワンオフながら「左右のサスアームを連結するロッド」をつけることでリジットと言い張る何かを制作。フロント側も純正の部品は一切使用していないが、アッパーアームは無いので一応ストラット式ということにはなっている。
エンジンもスープラが500クラスで使用していた3S-GTEに換装されたものだった。
ただ、ロールケージを組み込んでもわずか780kgしか無かったマシンには、最低重量規定に合わせて300kg近い鉛板を積む必要があり、またボディ作りも予めロールケージとシャシーの上からボディを架装すると言う、平岡曰く「ラジコンみたいな作り方」をしたマシンだったが、それでもF3マシンを中心としたパーツ流用などで、総額1,000万円程度でマシンを製作した。
第2戦の富士からエントリーするも、車両製作が間に合わず、本格参戦となったのは第3戦のSUGOラウンドからとなった。雨宮勇美や坂東正明など、他チームの監督からも注目を集めたマシンは、初戦こそポイント圏外に終わるも第4戦のMINEから3戦連続で入賞を果たし、上位陣とも渡り合える結果となった。
- 2000年

ドライバー陣では雨宮から松田晃司に交代し、熟成が進んだ2年目にさらなる飛躍が期待された。しかし、急速に高速化が進むJGTCの開発スピードに対応できず、入賞2回、わずか8ポイントの獲得に留まった。

#### プロジェクトμ・トレノ　⇒　プロジェクトμ・MR-S
- 2001年

メインスポンサーが前年までのBPからプロジェクトμに変更となった。また田中に代わって長嶋正興が加入した。もはや86での戦闘力は無く、チームは第3戦のSUGOで86を「引退」させ、MR-Sを投入することとなった。しかし、その引退レースでマシンが炎上という、もの悲しい結末となった。しかし、MR-S投入後3戦目の鈴鹿ラウンドで1勝を挙げ、チームとしては飛躍のシーズンとなった。
炎上してしまったGT86は、その後復刻をするべく神奈川県内の鈑金工場へ納入されたが、その計画が立ち消えになってしまい、スクラップ同然の姿で保管されていることが後のビデオオプションで明らかになった。

### #35

#### プロジェクトμエスペリア スープラ
2002年から2003年まで参戦した。車種はトヨタ・スープラ。メインスポンサーはプロジェクトμ。
- 2002年

KRAFTがGT500に参戦したのはこの年からである。ドライバーは、ベテランの影山正彦と、GT500にフル参戦を始めた脇阪薫一というラインアップだったが、マシンが前年型スープラだった事やタイヤのデータが全く無いというところで苦戦してしまい、シリーズポイントは2ptsしか獲得できず、成績はトヨタ勢の中ではワーストだった。
- 2003年

服部尚貴の加入や、第2戦よりV8エンジンを積んだ最新型スープラの投入もあり、前年よりは良い成績を残せた。

#### Yellow hat YMS SUPRA
2004年から2005年まで参戦した。車種はトヨタ・スープラ。メインスポンサーはイエローハット。
- 2004年

服部と脇阪の続投で挑んだ。開幕戦は2004年モデルがシェイクダウン時のクラッシュの影響で2003年モデルで参戦し、第2戦より2004年モデルを投入。第3戦で2位表彰台、第5戦でダンロップタイヤとしては2002年以来のポールポジションを獲得する。しかし、チャンピオン争いには絡むことが出来なかった。
- 2005年

第2戦までは2004年モデルに排気系と空力部品の一部を2005年モデルと同等にした2004年モデル改で参戦し、第3戦より、2005年モデルで参戦した。第2戦で3位と表彰台を獲得できたものの、安定感がなく、第5戦より脇阪がチームを去り、代わってピーター・ダンブレックが加入。しかし、前年よりも良い成績は残せなかった。

#### BANDAI DIREZZA SC430
2006年に参戦した。車種はレクサス・SC430。メインスポンサーはバンダイ。
- 2006年

トヨタ・スープラに代えてレクサス・SC430を投入した。車両特性の理解やタイヤデータの取り直しなど、多くの課題があったが、チームは開発に取り組み、第3戦・富士500Kmレースでは優勝した。チームにとってはGT500初の優勝である。その後も、鈴鹿1000kmでもほぼ最後尾の位置から着実な走りを見せ、最終的には3位表彰台を獲得した。そして、最終戦でも近藤真彦監督率いるKONDO Zと熾烈な争いを繰り広げて2位表彰台を獲得し、シリーズ成績でも過去最高の結果となった。

#### BANDAI DUNLOP SC430

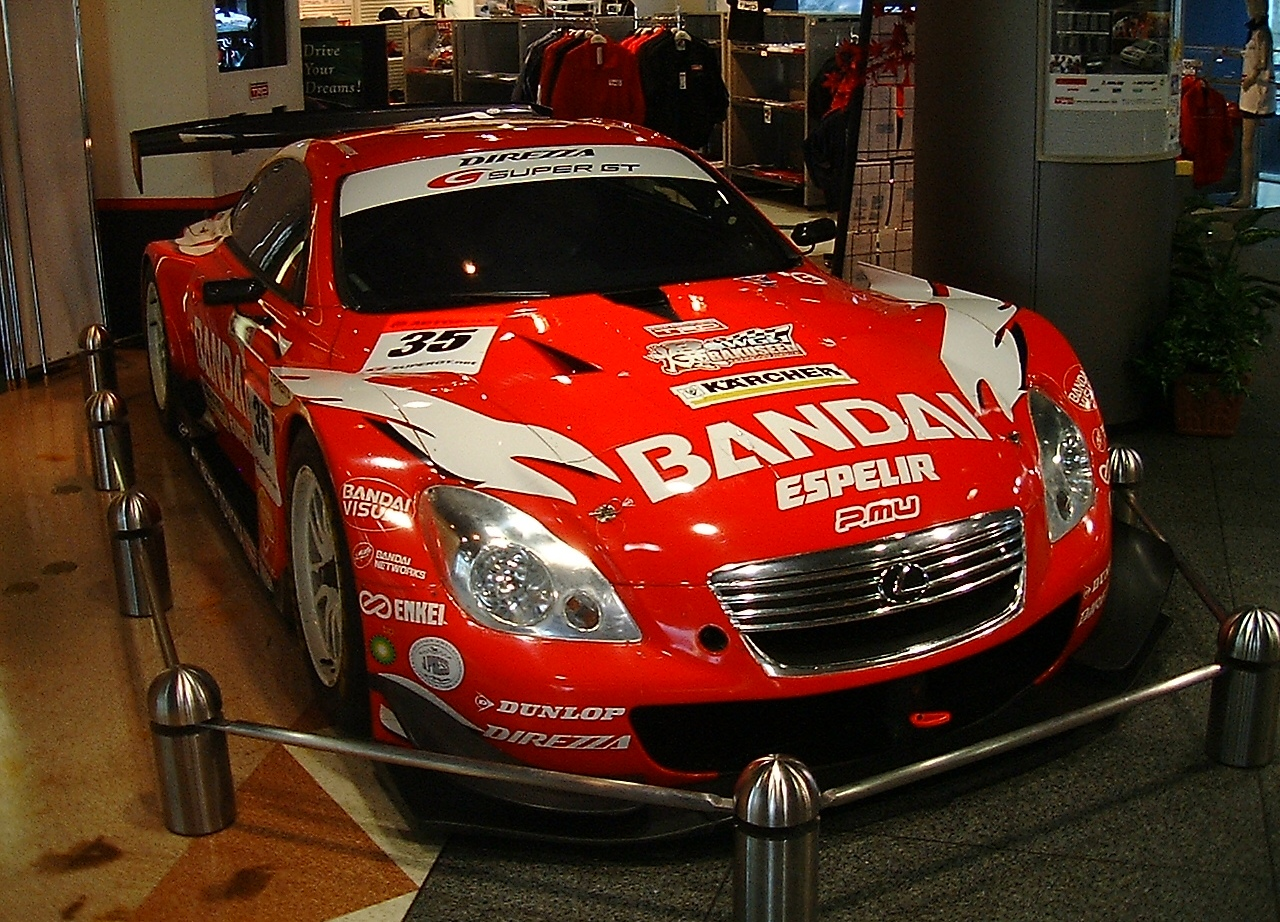
2007年マシン

2007年に参戦した。車種はレクサス・SC430。メインスポンサーはバンダイ。
- 2007年

トヨタの方針で、前年の車に2007年モデルのアップデートパーツを組み込んだ2006年モデル改で挑むことになった。そのため、性格が大きく変化しバランスがとりきれず、タイヤデータも取り直さなければいけなく、苦戦を強いられていた。なお、マシンカラーリングはメカニックデザイナー･ガンプラデザイナーのカトキハジメが担当した。そして第5戦から念願の2007年モデルでの参戦となり、また、カラーリングも2007年10月より放映開始される『機動戦士ガンダム00』の宣伝のため一新され、車名もBANDAI 00 DUNLOP SC430（バンダイ・ダブルオー・ダンロップ・エスシーヨンサンマル）へと変更された。

#### 宝山 KRAFT SC430
2008年に参戦した。車種はレクサス・SC430。メインスポンサーは西酒造。
- 2008年

またもやトヨタの方針によって、2006年モデル改に戻されてしまう(そのため、給油口がリアにもある)。2年落ちの車両での参戦で勝負にならないのではという声が出ているが、空力部品は2008年モデルにアップデートされており、遠目から見ると最新型と見分けがつかないくらいになっている。体制面も大きく変わり、ドライバーは服部から片岡龍也に変更され、タイヤもブリヂストンへ変更された。型落ちマシンで不利が予想されたが第3戦・富士では予選3位を獲得し、第5戦・SUGOでは2位表彰台を獲得する活躍を見せている。最終的に、第8戦・オートポリス戦以外は全戦入賞する安定振りを見せた。

#### KRAFT SC430
2009年より参戦。車種はレクサス・SC430。メインスポンサーはなし。
- 2009年

この年より新しい規定になり、新規定にあわせて製作された2009年モデルを投入。ドライバー体制が一新され、石浦宏明とヨーロッパ帰りの大嶋和也の2007年のGT300クラスチャンピオンコンビに変更となった。開幕戦・岡山では予選2位を獲得し、第6戦・鈴鹿ではポールトゥーウィンで勝利した。

#### MJ KRAFT SC430
2010年より参戦。車種はレクサス・SC430。メインスポンサーはMJ。
- 2010年

前年と同じ体制での参戦。

#### D'STATION KeePer SC430
2011年より参戦。車種はレクサス・SC430。メインスポンサーはD'STATION。
- 2011年

前年までトムスに5年所属した脇阪寿一と、同じくSARDに6年所属したアンドレ・クートが移籍。しかしレクサス勢が全般的に不調で、完走こそするもののポイントに絡めず、結果として最高順位は第5戦・鈴鹿の7位、ポイントランキングはドライバー・チームとも14位と低迷したが、富士スプリントカップにおいて、脇阪寿一が3位表彰台を獲得している

#### KeePer Kraft SC430
2012年より参戦。車種はレクサス・SC430。メインスポンサーは前年のセミスポンサーだったKeePer。
- 2012年

ドライバーはaprから移籍した国本雄資と、イタリア人のアンドレア・カルダレッリが務める。

#### ドライバー
- 2002年 影山正彦/脇阪薫一 3pts
- 2003年 服部尚貴/脇阪薫一 24pts
- 2004年 服部尚貴/脇阪薫一 37pts
- 2005年 服部尚貴 29pts、ピーター・ダンブレック（第5戦より参戦） 13pts、脇阪薫一（第4戦まで） 16pts
- 2006年 服部尚貴/ピーター・ダンブレック 64pts、田嶋栄一（第6戦） 16pts
- 2007年 服部尚貴 14pts、ピーター・ダンブレック（第1-3,6-9戦） 12pts、ロニー・クインタレリ（第4-6戦） 2pts
- 2008年 ピーター・ダンブレック/片岡龍也 45pts、脇阪薫一（第6戦） 0pts
- 2009年 石浦宏明/大嶋和也 44pts
- 2010年 石浦宏明/大嶋和也 45pts
- 2011年 脇坂寿一/アンドレ・クート 9pts
- 2012年 国本雄資/アンドレア・カルダレッリ 28pts

### #34

#### BANDAI SUPRA
2005年のみ参戦。車種はトヨタ・スープラ。メインスポンサーはバンダイで、他にも住友ゴム工業（ダンロップ）、エスペリア、レカロ、EBBRO、シバタ、BPルブリカンツ、エンケイなどがスポンサードしていた。
- 2005年

ドライバーは荒聖治と横溝直輝を起用したが、マシンが'04モデルということもあってか、目立った成績を残せてはいない。

#### ドライバー
- 2005年 荒聖治/横溝直輝 4pts

## 参戦歴

### 全日本GT選手権/SUPER GT
| 年     | No. | ドライバー                                                                           | 使用車両                   | タイヤ | クラス | 1       | 2       | 3       | 4       | 5       | 6       | 7       | 8       | 9      | 順位 | ポイント |
| ------ | --- | ------------------------------------------------------------------------------------ | -------------------------- | ------ | ------ | ------- | ------- | ------- | ------- | ------- | ------- | ------- | ------- | ------ | ---- | -------- |
| 1996年 | 6   | 川崎哲哉(Rd.1-5) 脇田一輝(Rd.1,2,4,5) 福島稔大(Rd.3) 土屋武士(Rd.6) 大文字良浩(Rd.6) | トヨタ・MR2                | D      | GT300  | SUZ 4   | FSW 3   | SEN 2   | FSW 9   | SUG 13  | MIN 5   |         |         |        | 5位  | 47       |
| 1997年 | 6   | 加藤寛規 藤田孝博                                                                    | トヨタ・MR2                | D      | GT300  | SUZ Ret | FSW Ret | SEN Ret | FSW 11  | MIN Ret | SUG 6   |         |         |        | 21位 | 6        |
| 1997年 | 60  | 田中実 佐藤久実                                                                      | トヨタ・キャバリエ         | D      | GT300  | SUZ     | FSW     | SEN     | FSW 16  | MIN 4   | SUG 16  |         |         |        | 17位 | 10       |
| 1998年 | 60  | 佐藤久実 長嶋正興(Rd.1) 三原じゅん子(Rd.2) 渡辺明(Rd.3-7)                            | トヨタ・キャバリエ         | D      | GT300  | SUZ Ret | FSW C   | SEN 10  | FSW 11  | TRM 12  | MIN 7   | SUG 9   |         |        | 24位 | 7        |
| 1999年 | 86  | 田中実 雨宮栄城                                                                      | トヨタ・スプリンタートレノ | T      | GT300  | SUZ     | FSW DNR | SUG 11  | MIN 5   | FSW 10  | TAI 7   | TRM Ret |         |        | 19位 | 13       |
| 2000年 | 86  | 田中実 松田晃司                                                                      | トヨタ・スプリンタートレノ | D      | GT300  | TRM     | FSW 6   | SUG DNS | FSW 12  | TAI 9   | MIN 13  | SUZ Ret |         |        | 21位 | 8        |
| 2001年 | 86  | 松田晃司 長嶋正興                                                                    | トヨタ・スプリンタートレノ | D      | GT300  | TAI Ret | FSW 18  | SUG Ret | FSW     |         |         |         |         |        | 13位 | 21       |
| 2001年 | 86  | 松田晃司 長嶋正興                                                                    | トヨタ・MR-S               | D      | GT300  |         |         |         |         | TRM 18  | SUZ 1   | MIN 10  |         |        | 13位 | 21       |
| 2002年 | 35  | 影山正彦 脇阪薫一                                                                    | トヨタ・スープラ           | D      | GT500  | TAI 17  | FSW 10  | SUG Ret | SEP 12  | FSW 10  | TRM 15  | MIN 10  | SUZ 12  |        | 25位 | 3        |
| 2002年 | 86  | 松田晃司 長嶋正興                                                                    | トヨタ・MR-S               | D      | GT300  | TAI 19  | FSW 17  | SUG 11  | SEP 13  | FSW 18  | TRM Ret | MIN Ret | SUZ 19  |        | 30位 | 9        |
| 2003年 | 35  | 服部尚貴 脇阪薫一                                                                    | トヨタ・スープラ           | D      | GT500  | TAI 9   | FSW 5   | SUG 6   | FSW 10  | FSW 10  | TRM 12  | AUT 7   | SUZ 10  |        | 15位 | 24       |
| 2004年 | 35  | 服部尚貴 脇阪薫一                                                                    | トヨタ・スープラ           | D      | GT500  | TAI 4   | SUG 5   | SEP 2   | TOK 9   | TRM 13  | AUT 8   | SUZ 16  |         |        | 10位 | 37       |
| 2005年 | 34  | 荒聖治 横溝直輝                                                                      | トヨタ・スープラ           | D      | GT500  | OKA Ret | FSW 7   | SEP 12  | SUG 14  | TRM 11  | FSW 16  | AUT 12  | SUZ 16  |        | 19位 | 4        |
| 2005年 | 35  | 服部尚貴 脇阪薫一(Rd.1-4) ピーター・ダンブレック(Rd.5-8)                             | トヨタ・スープラ           | D      | GT500  | OKA 9   | FSW 3   | SEP 14  | SUG 10  | TRM 5   | FSW 6   | AUT 9   | SUZ 13  |        | 12位 | 29       |
| 2006年 | 35  | 服部尚貴 ピーター・ダンブレック 田嶋栄一(Rd.6)                                       | レクサス・SC430            | D      | GT500  | SUZ 14  | OKA 12  | FSW 1   | SEP 11  | SUG 7   | SUZ 3   | TRM 7   | AUT 9   | FSW 2  | 9位  | 64       |
| 2007年 | 35  | 服部尚貴 ピーター・ダンブレック ロニー・クインタレッリ(Rd.4-6)                       | レクサス・SC430            | D      | GT500  | SUZ 8   | OKA 9   | FSW 7   | SEP 11  | SUG 9   | SUZ Ret | TRM 9   | AUT 11  | FSW 11 | 19位 | 14       |
| 2008年 | 35  | ピーター・ダンブレック 片岡龍也 脇阪薫一(Rd.6)                                       | レクサス・SC430            | B      | GT500  | SUZ 6   | OKA 6   | FSW 5   | SEP 10  | SUG 2   | SUZ 10  | TRM 6   | AUT 15  | FSW 6  | 9位  | 45       |
| 2009年 | 35  | 石浦宏明 大嶋和也                                                                    | レクサス・SC430            | B      | GT500  | OKA 9   | SUZ 7   | FSW 5   | SEP 9   | SUG 12  | SUZ 1   | FSW 7   | AUT 7   | TRM 9  | 9位  | 44       |
| 2010年 | 35  | 石浦宏明 大嶋和也                                                                    | レクサス・SC430            | B      | GT500  | SUZ 6   | OKA 9   | FSW 1   | SEP 7   | SUG Ret | SUZ 5   | FSW C   | TRM 8   |        | 6位  | 45       |
| 2011年 | 35  | 脇阪寿一 アンドレ・クート                                                            | レクサス・SC430            | B      | GT500  | OKA 14  | FSW 11  | SEP 10  | SUG Ret | SUZ 7   | FSW 9   | AUT 9   | TRM 14  |        | 15位 | 7        |
| 2012年 | 35  | 国本雄資 アンドレア・カルダレッリ                                                    | レクサス・SC430            | B      | GT500  | OKA Ret | FSW 12  | SEP 10  | SUG 6   | SUZ 2   | FSW 7   | AUT 13  | TRM Ret |        | 13位 | 28       |